# Hasede
Hasede ist eine Ortschaft in der Gemeinde Giesen und gehört damit zum Landkreis Hildesheim im Bundesland Niedersachsen. Der Ort liegt am östlichen Ufer der Innerste auf einer hochwasserfreien Mittelterrasse. Es grenzt im Westen und Norden an die Ortschaften Klein Giesen und Groß Förste der Gemeinde Giesen sowie im Osten und Süden an die Gemeinde Harsum und die Stadt Hildesheim. Die Lage an der Bundesstraße 6 zwischen den Großstädten Hildesheim und Hannover begünstigte die Ansiedlung zahlreicher Gewerbebetriebe. Außerdem besteht seit 2002 der Windpark Hasede mit vier großen Windkraftanlagen direkt an der A 7. Das örtliche Wappen ist redend und dem Dreihasenbild nachempfunden.

## Geschichte
Der Ort Hasede wird erstmals unter dem Namen Hasen in einer Urkunde vom 11. März 1146 erwähnt. In dieser Urkunde erklärt der Hildesheimer Bischof Bernhard I. die Gründung des Klosters St. Godehard in Hildesheim. Hasede ist hier als einer der Orte erwähnt, aus denen zur Ausstattung des Klosters Ländereien übertragen wurden. Es wird allerdings vermutet, dass innerhalb der Gemarkung Hasede schon viel früher Siedlungen bestanden. Hierauf deuten Funde von Steinbeilen und Werkzeugen aus der mittleren Steinzeit in der Haseder Feldmark, die im Zusammenhang mit Siedlungen in der Hildesheimer Börde aus der Zeit um 4000 v. Chr. gesehen werden. Erste Wohngruben aus der Zeit um 700 v. Chr. wurden im Jahre 1923 beim Bau des Hildesheimer Stichkanals zum Mittellandkanal im Haseder Gemeindegebiet gefunden. Im Oktober 2016 wurde bei Bauarbeiten an der Bundesstraße 6 ein Friedhof mit 70 Körperbestattungen von einem Grabungsunternehmen freigelegt, der vermutlich aus dem 8. Jahrhundert stammt. Die Ausrichtung der Verstorbenen in Ost-West-Richtung mit dem Kopf nach Westen deutet auf christliche Gräber. Die gefundenen Grabbeigaben, wie Perlen, Messer und Schmuck, weisen auf heidnische Gräber hin. Laut dem Bezirksarchäologen Friedrich-Wilhelm Wulf vom Niedersächsischen Landesamt für Denkmalpflege könnte es sich um sehr frühe christliche Gräber handeln, als einige Menschen noch am Brauch von Grabbeigaben festhielten.

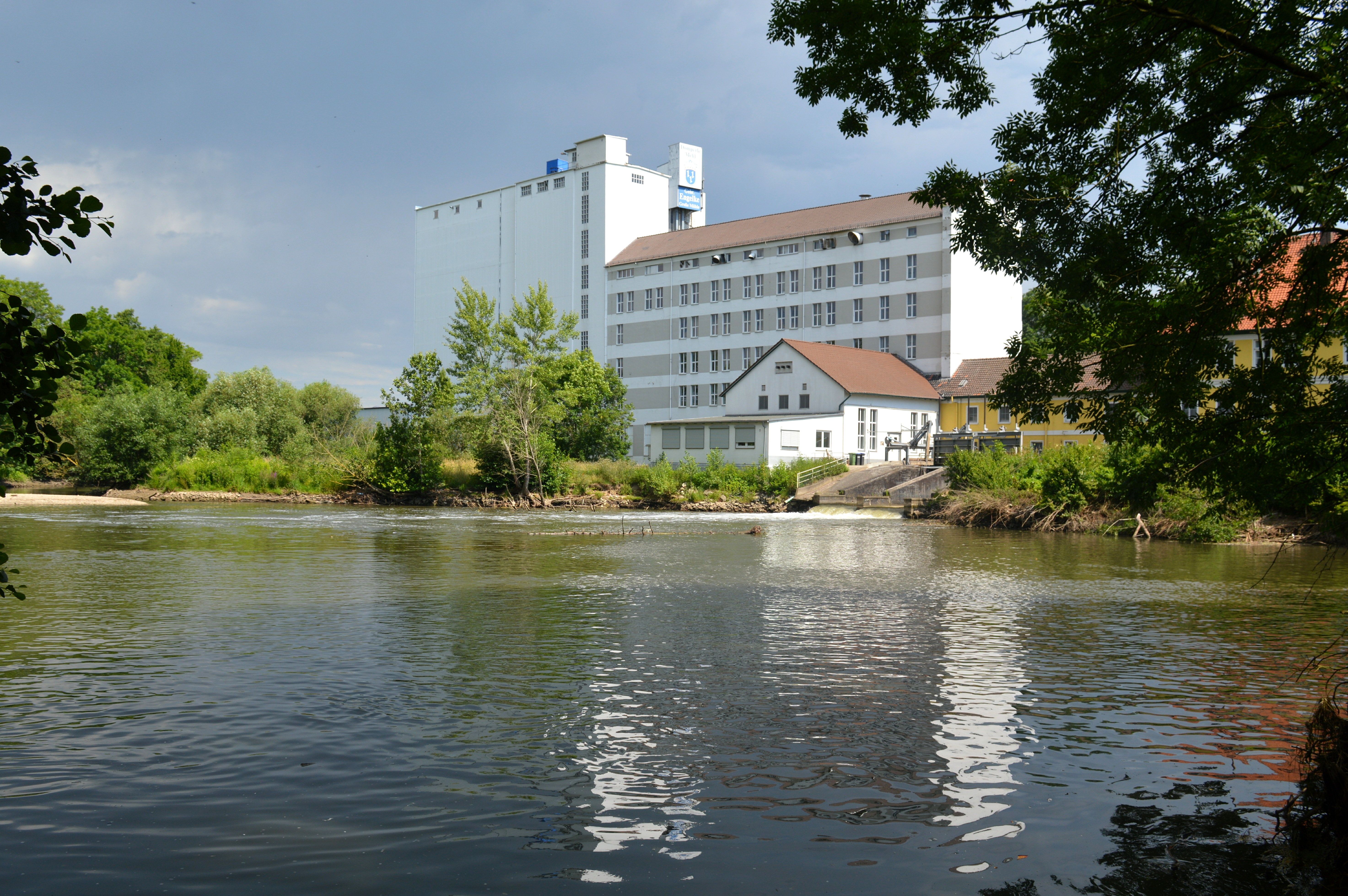
Blick aus dem Haseder Busch zur Großen Mühle

Entsprechend einer Urkunde aus dem Jahr 1182 gehörte der Ort zum Hochstift Hildesheim. 1361 wurde die erste Mühle in Hasede erwähnt. Das Mühlengewerbe hat sich bis zum heutigen Tage gehalten. Die Mühlen verarbeiteten das Getreide der örtlichen Bauern. Die bäuerliche Struktur hält sich bis in die Gegenwart. Ab dem zwanzigsten Jahrhundert siedelten sich aber verschiedene Betriebe an, die auch heute noch das Ortsbild prägen.
Die bis dahin selbständige Gemeinde Hasede wurde im Rahmen der Kreis- und Gebietsreform aufgelöst und gehört seit dem 1. März 1974 zur Gemeinde Giesen. Neuausgewiesene Baugebiete waren der Grund für ein Wachstum des Ortes. Die Einwohnerzahl veränderte sich auf 1676 zum 31. Dezember 2023.

## Religion
Die historische St.-Andreas-Kirche ist nach dem Apostel Andreas benannt und befindet sich südlich der Meierstraße. Seit dem 1. November 2014 gehört die Kirche zur Pfarrei St. Vitus mit Sitz in Groß Giesen, im römisch-katholischen Dekanat Borsum-Sarstedt des Bistums Hildesheim.
1929 wurde die evangelisch-lutherische St. Paulus-Kirche an der Brückenstraße als zweite Kirche in Hasede geweiht. Seit 2009 gehört zur Kirchengemeinde auch die Kirche in Ahrbergen.

## Politik

### Ortsrat
Der Ortsrat, der den Ortsteil Hasede vertritt, setzt sich aus sieben Mitgliedern zusammen. Die Ratsmitglieder werden durch eine Kommunalwahl für jeweils fünf Jahre gewählt.
Bei der Kommunalwahl 2021 ergab sich folgende Sitzverteilung:
- CDU: 4 Sitze
- SPD: 3 Sitze

### Ortsbürgermeister
Ortsbürgermeister ist Frank Fischer (geb. 1971) seit dem 1. Juli 2014. Stellvertreter ist Bernhard Schmitz.

### Wappen
| Wappen von Hasede | Blasonierung: „Auf grünem Schild drei goldene Hasen kreisförmig angeordnet, dass jedes Hasenohr 2 Hasen angehört.“ |
| Wappen von Hasede | Wappenbegründung: Das Wappen ist dem berühmten Hasenfenster im Kreuzgang des Paderborner Doms entliehen. Drei Hasen mit leuchtenden goldenem Pelz auf grünem Grund sind so zusammengeordnet, dass jedes Hasenohr zwei Hasen angehört. So hat jeder Meister Lampe zwei Ohren, und doch sind auf dem Wappen nur drei Ohren zu sehen. |

## Öffentliche Infrastruktur
In Hasede bestehen als öffentliche Einrichtungen:
- Eine einzügige Grundschule,
- eine katholische Kindertagesstätte,
- ein Dorfgemeinschaftshaus mit einem Versammlungsraum, einem Jugendraum und einem Mehrzweckraum mit Kletterstrecke,
- ein Feuerwehrhaus,
- eine Sporthalle,
- ein Friedhof mit Kapelle,
- ein Klubhaus mit angegliedertem Schießstand sowie 2 Sportplätze.

Es gibt 17 verschiedene Vereine und Verbände, die in den Bereichen Kultur, Sport, Gemeinschaftsförderung etc. tätig sind.

## Persönlichkeiten
- Werner Buß (* 1945), Politiker, der in Hasede lebte
- Michael Weiner (* 1969), Fußballschiedsrichter, der in Hasede lebt
- Tobias Willers (* 1987), Fußballspieler